# Jimmy Rollins
James Calvin Rollins (Oakland, California, 27 de noviembre de 1978) es un exbeisbolista estadounidense. Jugó para los Philadelphia Phillies, Los Angeles Dodgers y los Chicago White Sox, su posición habitual era campocorto.

## Trayectoria
Comenzó su carrera profesional con Philadelphia Phillies el año 2000, donde participó en 13 juegos. La temporada siguiente logró coronarse como el mejor en robo de bases de la Liga Nacional (46). Asimismo, obtuvo el mayor monto en triples, algo que repetiría en 2002, 2004 y 2007. En este último año fue considerado como el Jugador Más Valioso de la temporada, donde destacan sus 139 arribos al plato. También participó en la Serie Mundial de 2008, ganada por su equipo, repitiendo asimismo en 2009. Su posición primaria ha sido la de campocorto, donde se ha agenciado dos Guantes de Oro y posee, hasta 2009, un porcentaje de fildeo de .983.